# Atlas lingüístico y etnográfico de Andalucía

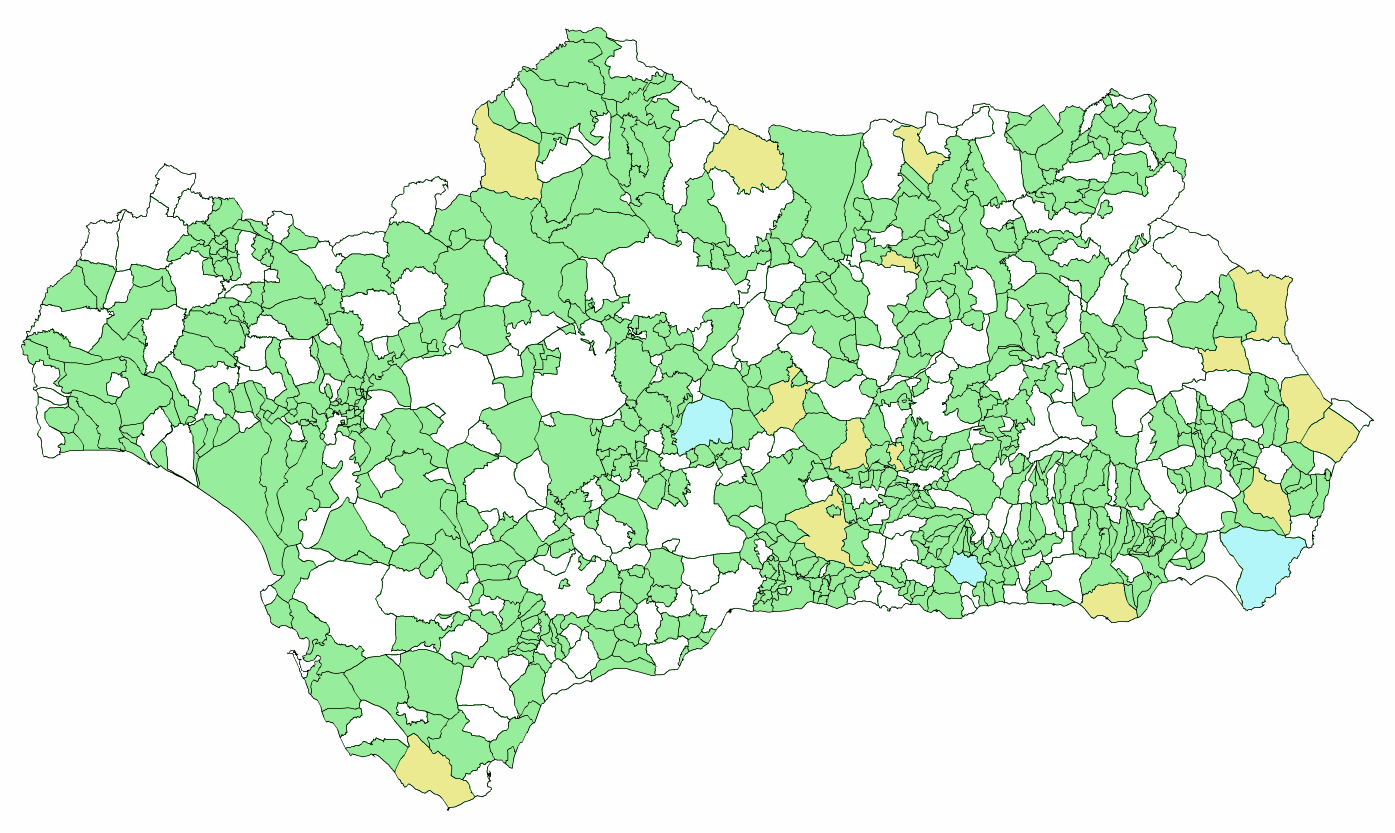
Municipios de los puntos de encuesta usados para la elaboración del ALEA:
Blanco: encuestados en la capital del municipio.
Amarillo: encuestados en una localidad diferente de la capital del municipio.
Celeste: encuestados tanto en la capital del municipio como en otra localidad.
Blanco: Municipios no encuestados.

El Atlas lingüístico y etnográfico de Andalucía (ALEA) es una obra compuesta por un conjunto de mapas lingüísticos, etnográficos y mixtos (de palabras y cosas) sobre las hablas meridionales de España, elaborado bajo la dirección de Manuel Alvar con la colaboración de Gregorio Salvador y Antonio Llorente. El ALEA se inició en 1952 partiendo del proyecto previo, finalmente abandonado del estudio geográfico-lingüístico de la provincia de Granada. Las encuestas fueron llevadas a cabo únicamente por los tres investigadores: Alvar, Salvador y Llorente. Se encuestaron 230 localidades, lo que le convirtió en el atlas con la red más espesa de los hasta entonces realizados. Los materiales se publicaron en seis volúmenes que contienen 1900 mapas.
En palabras de Francisco Gimeno, «cabe destacar sus principios metodológicos (por ej. el hecho de haber dado entrada por vez primera a la fonología dentro de la cartografía lingüística, mapas interpretados a partir de colores y símbolos, etc.), la gran densidad de puntos, el amplio cuestionario adaptado a la realidad cultural y el tiempo mínimo de elaboración y publicación (seis y doce años, respectivamente)».

## Tomos
- Tomo I. Agricultura e industrias con ella relacionadas
- Tomo II. Vegetales, animales silvestres, ganadería, industrias pecuarias, animales domésticos, apicultura
- Tomo III. La casa, faenas domésticas, alimentación
- Tomo IV. El tiempo, topografía y naturaleza del terreno, oficios, el mar
- Tomo V. El cuerpo humano, de la cuna a la sepultura, creencias populares y supersticiones, la vestimenta, juegos y diversiones, la religión, la condición humana, miscelánea y adicciones
- Tomo VI. Fonética y fonología, morfología, sintaxis